# Ticketgebühr
Ticketgebühr ist ein Oberbegriff für die verschiedenen Gebühren, die beim Verkauf von Eintrittskarten, z. B. für Konzerte, Musicals oder ähnliche Veranstaltungen, erhoben werden und auf den Rohpreis der Karten, wie ihn der Veranstalter erhebt, aufgeschlagen werden. Oftmals ist der Veranstalter an diesen Gebühren beteiligt, kommuniziert dies aber nur in den seltensten Fällen offen.
Typische Ticketgebühren sind:
- Vorverkaufsgebühr (VVK-Gebühr): Diese wird von der Vorverkaufsstelle einbehalten und stellt mitunter den einzigen Verdienst der Vorverkaufsstelle dar. Sie beträgt zwischen 6 und 15 Prozent des Kartenendpreises.
- Systemgebühr: Diese wird vom Betreiber des Ticketsystems erhoben und kann z. B. zwischen 0,50 und 2 Euro liegen.
- Dienstleistergebühr: Diese Gebühr geht an den Dienstleister, also das Unternehmen, das eine Veranstaltung in das Ticketsystem einstellt („programmiert“). Dies wird oft nicht direkt vom Veranstalter gemacht, sondern erfolgt von Unternehmen, die über die entsprechenden Systeme verfügen.
- Buchungsgebühr (auch Bearbeitungsgebühr oder Servicegebühr genannt): Eine weitere Gebühr, die von der Vorverkaufsstelle erhoben wird. Diese kann z. B. bei 1 bis 2 Euro liegen. Bekanntes Beispiel ist die Buchungsgebühr, wie sie Anbieter bei telefonischen oder online getätigten Buchungen berechnen. Auch andere Vorverkaufsstellen berechnen eine solche Gebühr oftmals, um die Marge beim Kartenvorverkauf aufzubessern.

Keine Ticketgebühr im eigentlichen Sinne ist die Refundierung: diese muss u. U. von der Vorverkaufsstelle als Rückvergütung von der Vorverkaufsgebühr wieder an den Veranstalter gezahlt werden, z. B. als Werbekostenvergütung. Eine vom Veranstalter erhobene Refundierung verringert also entsprechend das Einkommen der Vorverkaufsstelle.
Die Vielzahl der Ticketgebühren führt oft zu Verwirrungen und Verwechslungen. Dazu kommt, dass bei verschiedenen Vorverkaufsstellen u. U. verschiedene Preise zu zahlen sind. So kann es sein, dass Vorverkaufsstelle A die Karten mit einer Buchungsgebühr verkauft, Vorverkaufsstelle B aber nicht. An der Abendkasse wiederum fällt u. U. die Vorverkaufsgebühr weg.
Da viele Veranstaltungen über verschiedene Ticketsysteme angeboten werden, kann es durch die unterschiedlichen System- und Dienstleistergebühren sogar in ein und derselben Vorverkaufsstelle zu verschiedenen Preisen kommen.
Veranstalter wiederum führen in ihren Presseberichten oder bei ihrer eigenen Werbung oftmals nur die Rohpreise auf, weisen aber eventuell nur im Kleingedruckten oder gar nicht auf anfallende Ticketgebühren hin.